# Cordyline obtecta
Cordyline obtecta là một loài thực vật có hoa trong họ Măng tây. Loài này được (Graham) Baker mô tả khoa học đầu tiên năm 1875.

## Hình ảnh

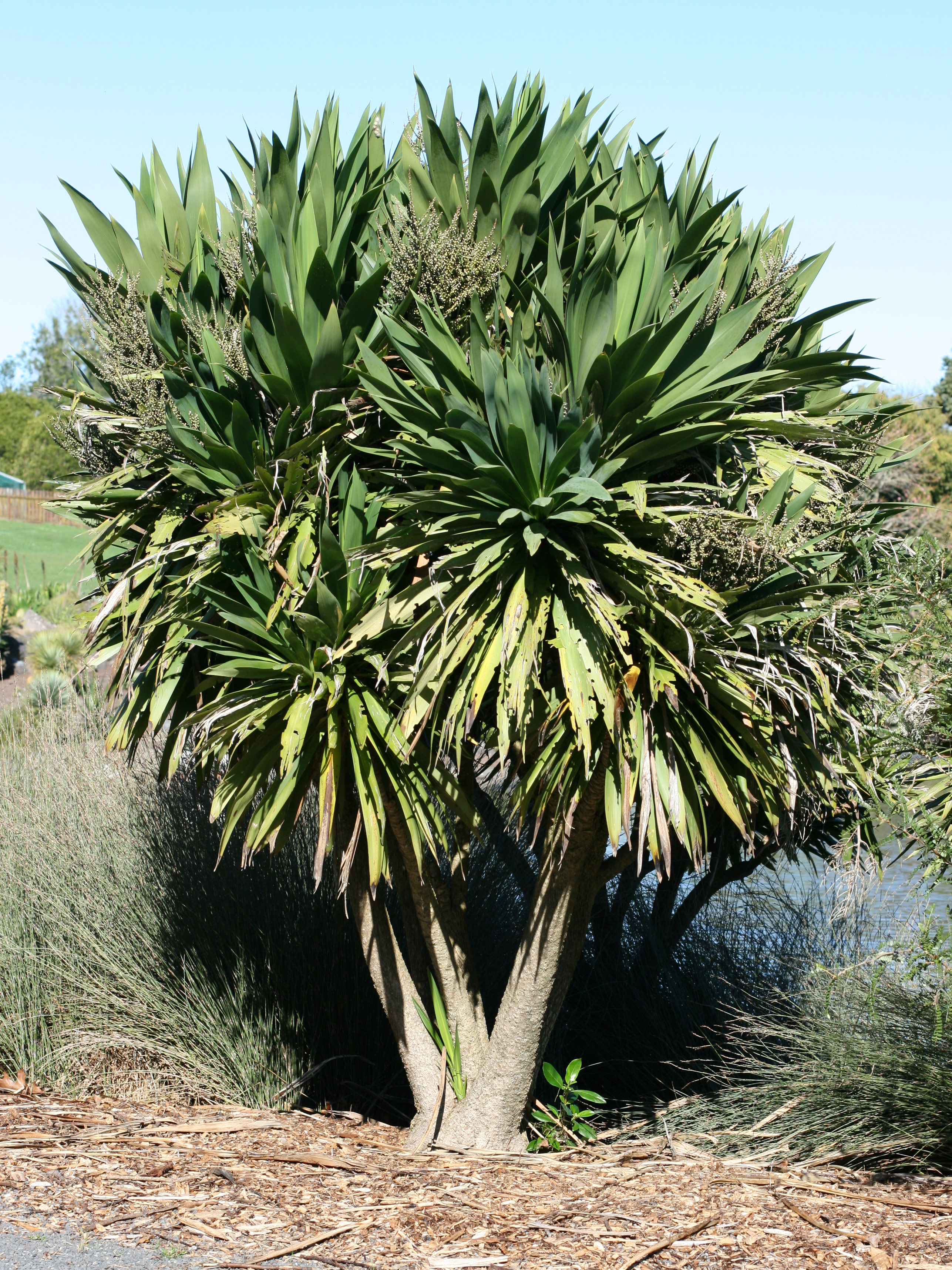
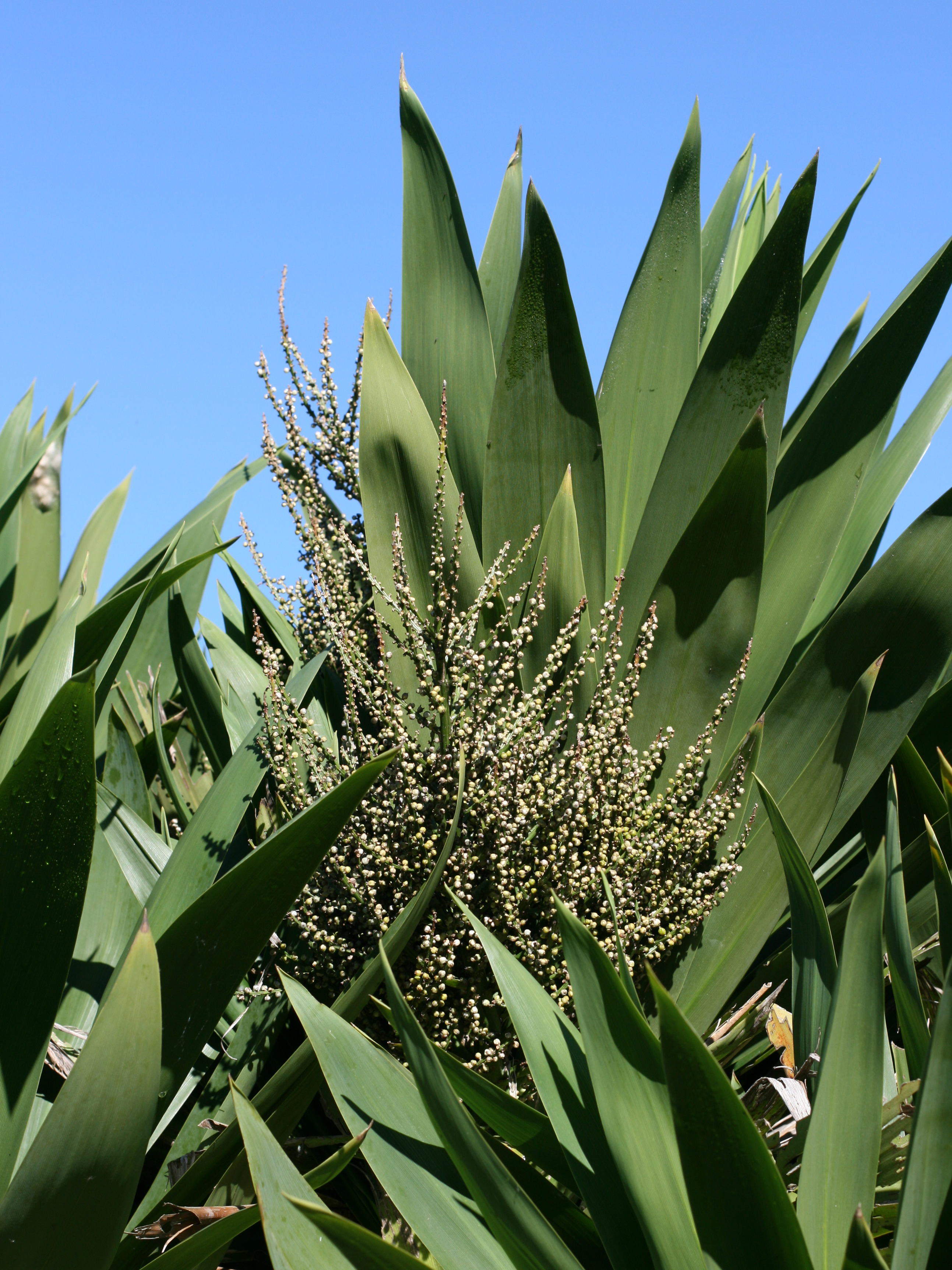
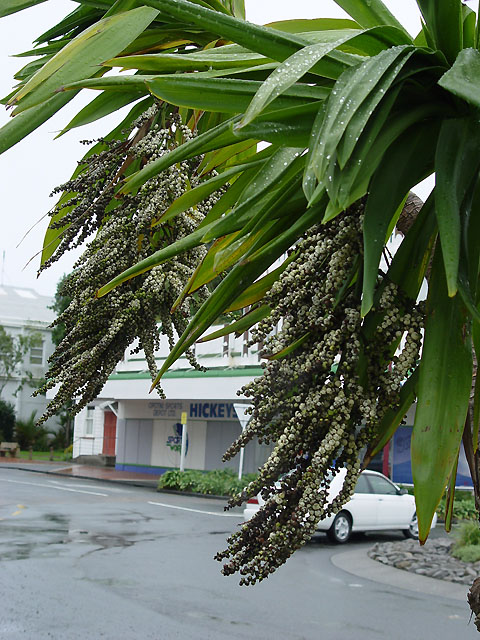
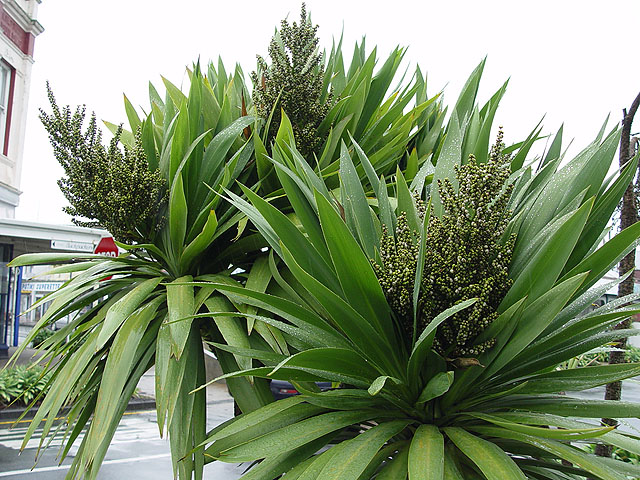